# کیم یونگ هیون (ژنرال)
کیم یونگ هیون (کره‌ای: 김용현؛ زادهٔ ۲۵ ژوئن ۱۹۵۹) وزیر دفاع ملی سابق کره جنوبی است که از ۶ سپتامبر تا ۵ دسامبر ۲۰۲۴ در کابینه رئیس‌جمهور یون سوک یول خدمت کرده است.

## اوایل زندگی
کیم یونگ هیون زادهٔ ماسان، استان گیونگ‌سانگ جنوبی، کره جنوبی است. او از دبیرستان چونگ‌آم در اون‌پیونگ گو، سئول در سال ۱۹۷۸ (یک سال قبل از یون سوک یول) فارغ‌التحصیل و اندکی پس از آن وارد آکادمی نظامی کره شد.